# Werner Frauendienst
Werner Frauendienst (ur. 5 lutego 1901 w Berlinie, zm. 24 sierpnia 1966 w Moguncji) – niemiecki historyk.
Skończył studia z zakresu historii, germanistyki, geografii i filozofii w Berlinie. W 1925 obronił rozprawę doktorską Christian Wolff als Staatsdenker na Uniwersytecie Berlińskim. Habilitował się w 1932 na Uniwersytecie w Greifswaldzie. W latach 1938–1942 był profesorem na Uniwersytecie Marcina Lutra w Halle i Wittenberdze.
W latach 1933–1945 członek NSDAP. W 1950 skazany na 15 lat za popieranie reżimu nazistowskiego, w 1952 objęty amnestią. Od 1953 docent na Uniwersytecie Marcina Lutra w Halle i Wittenberdze.

## Publikacje
- Christian Wolff als Staatsdenker, Berlin 1926, Phil. Dissertation, E. Ebering, Berlin 1927 (= Historische Studien, H. 171).
- Versailles und die Kriegsschuld, Quaderverlag, Berlin 1936 (= Berliner Monatshefte. Jg. 14, 1936, Nr. 1).
- Die Überwindung von Versailles. Öffentliche Antrittsvorlesung, gehalten am 17. Nov. 1938 nach der Berufung auf den Lehrstuhl für neuere Geschichte, Niemeyer, Halle 1939 (= Hallische Universitätsreden, 66).
- Jugoslawiens Weg zum Abgrund, Junker u. Dünnhaupt, Berlin 1941 (= Schriften des Deutschen Instituts für außenpolitische Forschung und des Hamburger Instituts für auswärtige Politik, H. 88).
- Bismarck als Ordner Europas. Festrede zum Tag der nationalen Erhebung und der Reichsgründung, geh. am 30. Jan. 1941, Halle 1941 (= Hallische Universitätsreden, 78).
- Pax Britannica. Eine Darstellung der Friedensschlüsse von 1919 bis 1923 und ihrer Auswirkung, Deutsche Verl. Anst., Stuttgart, Berlin 1942 (= England und der Weltkrieg, Nr. 10).
- Zur Problematik des Erkennens und Verstehens der jüngsten deutschen Vergangenheit, Musterschmidt, Göttingen, Berlin, Frankfurt, Zürich 1962 (= Historisch-politische Hefte der Ranke-Gesellschaft, H. 6).
- Das Jahr 1866. Preußens Sieg, die Vorstufe des Deutschen Reiches, Musterschmidt, Göttingen 1966.